# Al-Wahda (Abu Dhabi)
al-Wahda (arabisch نادي الوحدة الرياضي والثقافي, DMG Nādī l-Waḥda ar-riyāḍī wa-ṯ-ṯaqāfī) ist ein Fußballverein aus Abu Dhabi und einer der populärsten Klubs der Vereinigten Arabischen Emirate. Er spielt derzeit in der UAE Pro League, der höchsten Liga des Landes.

## Geschichte
Der Klub entstand 1984 durch die Fusion zweier Vereine – das arabische al-Wahda / الوحدة heißt auf Deutsch „die Einheit“. Die Vereinsfarben sind grau, weiß und maroon (eine Mischung aus braun und lila). Das Vereinswappen zeigt eine Gazelle (Abu Dhabi heißt auf Deutsch „Vater der Gazelle“).
Es dauerte ein Jahrzehnt, bis der Verein seinen ersten Titel gewinnen konnte: 1995 siegte der Klub im VAE-Pokal, 2000 gewann er den President Cup, 1999, 2001 und 2005 wurde man Landesmeister, 2006 Vize-Meister. Die Spielzeit 1998/1999 ging in die Vereinsannalen ein, weil Torhüter Hussain Ali zum „Besten Torwart der Liga“ und Fahad Massaood zum „Spieler des Jahres“ gewählt wurden, während al-Buri Lah als Torschützenkönig in den Emiraten seinem Klub den Landesmeistertitel sicherte. 2007/08 erreichte der Verein das Halbfinale der AFC Champions League. Dort verlor man gegen Sepahan Isfahan nach Hin- und Rückspiel mit 3:1.
Al Wahda spielt im 1995 erbauten Al-Nahyan-Stadion (arabisch: ملعب آل نهيان), das 12.000 Sitzplätze hat und drei Kilometer vom Stadtzentrum Abu Dhabis entfernt liegt. 2003 fanden in der Arena Gruppenspiele der Junioren-Fußballweltmeisterschaft statt.
Der Verein verfügt über ein gut organisiertes Scouting-System. Seit 1993 richtet der Verein jedes Jahr den Zayed Cup (früher al-Wahda Cup) aus, ein internationales U-17-Turnier für Mannschaften aus Europa und Südamerika.

## Vereinserfolge

### National
- UAE Arabian Gulf League

Meister 1998/99, 2000/01, 2004/05, 2009/10
- UAE President’s Cup

Pokalsieger 1999/00
- UAE Arabian Gulf Cup

Pokalsieger 2015/16, 2017/18, 2023/24
- UAE Arabian Gulf Super Cup

Superpokalsieger 2011, 2017, 2018

### Kontinental
- AFC Champions League

Halbfinale 2007/08

## Bekannte Spieler
- Kalusha Bwalya (1997–1998)
- Lamin Conteh (1998–2002)
- Phil Masinga (2001–2002)
- Paulo Sérgio (2002)
- Yunis Mahmud (2003–2004)
- Javad Nekounam (2005–2006)
- Réver (2007)
- Leonardo Silva (2007–2008)
- André Luciano da Silva (2007–2010)
- Alecsandro (2008–2009)
- Josiel da Rocha (2008–2010)
- Fernando Baiano (2009–2012)
- Hugo Henrique Assis do Nascimento (2010–2012)
- Damián Díaz (2013–2015)
- Matheus Pereira (2023)

## Trainer
Vom 5. August bis zum 11. Oktober 2006 trainierte der Deutsche Horst Köppel den Verein. Er wurde bereits nach vier Pflichtspielen (Bilanz: 1 Sieg, 3 Niederlagen) wieder entlassen. Es war der vierte Trainerwechsel innerhalb eines Jahres für den Verein.
- Jo Bonfrere (1998, 2001)
- Rolf Fringer (2003)
- Horst Köppel (2006)
- Josef Hickersberger (2008–2010, 2010–2012, 2013)
- László Bölöni (2010)
- Branko Ivanković (2012–2013)
- José Peseiro (2013–2015)
- Javier Aguirre (2015–2017)
- Laurențiu Reghecampf (2017–2018)
- Thomas Klimmeck (2017–2018)